# جرج آبلا
جرج آبِلا 
(به مالتی: George Abela) (زاده ۲۲ آوریل ۱۹۴۸)، سیاست‌مدار و رئیس‌جمهور جمهوری مالت از آوریل ۲۰۰۹ تا آوریل ۲۰۱۴ بود.
وی در سال ۱۹۸۲ به عنوان رئیس فدراسیون فوتبال مالت انتخاب شد. خدمات او طی این مدت، بهبود زیرساخت‌ها و ایجاد زمینه‌های آموزشی، سالن تربیت بدنی و کلینیک فیزیوتراپی بود. در زمان ریاست آبلا در فدراسیون فوتبال، بازیکنان تیم ملی فوتبال مالت برای اولین بار به آموزش حرفه‌ای مشغول شدند.
لارنس گونزی نخست‌وزیر قبلی و جوزف موسکات نخست‌وزیر فعلی این کشور است.
رئیس‌جمهوری در مالت هر پنج سال یک بار با رای مجلس این کشور انتخاب می‌شود. او قدرت اجرایی زیادی ندارد. رئیس‌جمهور مالت، نخست‌وزیر را از میان اعضای مجلس انتخاب می‌کند.

## انحلال پارلمان مالت
جرج آبلا در ژانویه ۲۰۱۳ با صدور فرمانی ضمن انحلال پارلمان این کشور، نهم ماه مارس را به عنوان تاریخ برگزاری انتخابات سراسری اعلام کرد. بعد از ناتوانی دولت جمهوری مالت از کسب رای نمایندگان پارلمان درباره برنامه بودجه این کشور، آبلا دستور برگزاری انتخابات را صادر کرد.